# Hemisfério oceânico

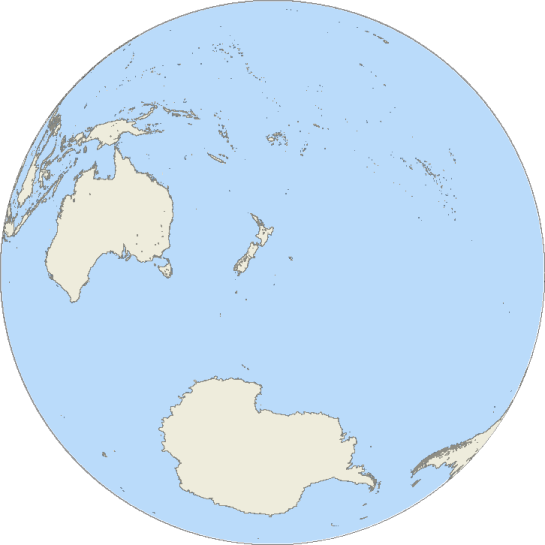
Hemisfério Marítimo, o que tem menos terras emersas, o oposto do Hemisfério continental (de água) em projeção de Lambert

Hemisfério das águas, ou hemisfério aquático, ou hemisfério oceânico ou hemisfério marítimo é o hemisfério da Terra que contem a maior área de água. Está centralizado em 47° 13′ S, 178° 28′ L. A outra metade da terra é o Hemisfério continental.
O hemisfério de água contém apenas um oitavo das terras do mundo. 